# Ice Age: Den vildeste rejse
Ice Age: Den vildeste rejse (originaltitel:Ice Age: Collision Course) er en amerikansk 3D computeranimeret film fra 2016, instrueret af Galen T. Chu og Mike Thurmeier. Det er den femte film i Ice Age-serien.